# Super Pai
Super Pai é uma adaptação feita para a televisão pela TVI. Foi exibida entre 25 de Dezembro de 2000 e 2003, contando 174 episódios. A 1.ª temporada tem 74 episódios e a 2.ª tem 100 episódios, e teve grande índice de sucesso, principalmente na camada jovem.
As gravações iniciaram-se em Outubro de 2000 nos estúdios da NBP em Vialonga.
Foi reposta na TVI Ficção desde o dia 16 de outubro de 2012.

## História
Vasco Figueiredo (Luís Esparteiro) é um empresário de sucesso, dono de um grande armazém de roupa feminina em Portugal. Os seus principais clientes são lojas da especialidade em todo o país e, também no estrangeiro, o que faz com que essa agitada vida profissional lhe roube grande parte do tempo. A par das suas obrigações laborais, tem também obrigações como pai, tendo ficado, após a morte precoce da sua esposa, Maria do Carmo, com um cancro fulminante, com três filhas menores para criar: Clarinha (Filipa Maló Franco), de 8 anos; Maria do Carmo (Sofia Arruda), de 13 anos e, Camila (Madalena Brandão), de 17 anos. Vasco é um galã, com cerca de 40 anos que, involuntariamente, seduz grande parte das donas de algumas lojas clientes da sua empresa, tendo tido até, com uma destas, uma relação mais séria que, quase terminou em casamento. Porém, nada é mais importante para Vasco que, as suas três filhas. Mas, Vasco terá que ainda que gerir outros conflitos: a sua cunhada Dulce (Luzia Paramés), irmã da sua falecida esposa, um pouco neurótica por ser solteira aos 40 anos e que, o está sempre a repreender por não ser um pai austero e castigador para as filhas; o seu grande amigo de infância Jorge, (na série conhecido por Joca) (João Didelet), também pelo mesmo motivo da cunhada e, a confiança que tem com a governanta de sua casa e ama das suas filhas, Isabel (Sandra Faleiro), uma mulher simples e de pouca instrução, natural da Serra da Estrela que, com o tempo se irá transformar numa grande amizade e, quem sabe, algo mais. Uma série bastante divertida com boa disposição para toda a família.

## Protagonistas
- Maria Isabel Catarino (Sandra Faleiro) - Tem 31 anos, é uma mulher romântica, e simpática, que decide responder a um anúncio de empregada interna. Provém de uma família pobre e rural, da zona da Covilhã. Possui apenas o 6.º ano do ensino básico e, começou a servir com apenas 12 anos, em casa de um médico muito rico da região. Veio para Lisboa por volta dos 17 anos para melhorar de vida. Na capital, consegue ser contratada para tomar conta de uma idosa e, de seguida, servir às mesas num café. Porém, nunca de encontros às suas expectativas. Responde ao anúncio publicado por Vasco para, arranjar uma governanta. É contratada, cativando tudo e todos na casa dos Figueiredo. Aproxima-se sentimentalmente de Vasco, e entre muitas namoradas do próprio as meninas Figueiredo, fazem tudo para que Isabel e Vasco se acertem de uma vez por todas...
- Vasco Figueiredo (Luís Esparteiro) - Tem 41 anos e é um empresário de sucesso. Provém de uma família ligada ao comércio têxtil, do qual também fez a sua vida. Como patrão é bastante rigoroso, mas também humano, fazendo de tudo para que os seus trabalhadores se sintam bem na sua empresa e, ajudando-os o mais que pode, sempre que estes têm algum problema, mesmo para lá da vida profissional. Tenta controlar as filhas, sem sucesso, Por isso, decide contratar uma ama para cuidar delas, Isabel. Esta vem dar-lhe o empurrão que ele precisava para compreender as mulheres e aceitar o Universo tal como ele é. Afinal, para ele, não é fácil lidar com três filhas mulheres. É viúvo.
- Clarinha (Clara Maria Figueiredo) (Filipa Maló Franco) - Clarinha tem 9 anos, e é inseparável da sua cadela yorkshire terrier: Nina. É simpática, mas muitas vezes mete-se em sarilhos juntamente com o seu amiguinho de 10 anos.
- Camila Figueiredo (Madalena Brandão) - Camila tem 17 anos, é a menina dos olhos do pai, e também a mais responsável da família. Contudo, não deixa de ser apaixonada, e rebelde, suscitando crises familiares. Quando pode ajudar as irmãs, não pensa duas vezes, e fá-lo.
- Carmo (Maria do Carmo Figueiredo) (Sofia Arruda) - Carmo tem 13, é romântica, sonhadora e apaixonada. Tem alguns conflitos sobre si própria, e crises existênciais próprias da idade que vive. Também é rebelde, e determinada.
- Joca (Jorge de Sá) (João Didelet) - Joca é o melhor amigo de Vasco e, tem 39 anos. Conhecem-se desde pequenos e têm uma relação de  irmãos". Joca tem um curso de técnico de informática e, tem um ciber-café onde dirige um correio sentimental e é o "tio" das 3 filhas do Vasco. Embora seja ligado à informática e, à electrónica, irá fazer uma sociedade com Vasco na sua empresa. Apesar de manter uma relação amor-ódio com Dulce, é certo que os dois se amam.
- Dulce (Luzia Paramés) - Dulce é apelidada de chata, pelas sobrinhas, pois, inclui toda uma alimentação "saudável" às raparigas. Tem 42 anos e é cunhada de Vasco, irmã da sua falecida esposa. É professora de Piano no Conservatório. No fundo, ela só quer o bem delas, mas acaba por meter o nariz onde não é chamada. Embora, tente disfarçar, tem uma atracção quase fatal por Joca.
- Rui  (Rodrigo Saraiva)  - Tem 20 anos e é estafeta no armazém de Vasco Figueiredo. Tem o 10.º ano e, não foi mais longe porque não quis. Filho de um ex-colega de faculdade e, grande amigo de Vasco, é contratado por este, a pedido do amigo, que, ao ver que o filho não queria estudar, obrigou-o a trabalhar. É apanhado constantemente pelo patrão ou a não fazer nenhum, ou em qualquer confusão que possa prejudicar a empresa. Vasco exalta-se bastante com ele e, já o quis despedir imensas vezes, mas não consegue, pois, involuntariamente, vê nele o filho rapaz que não tem e sempre quis ter. Rui, embora muito irresponsável e imaturo, tem no seu coração o sentimento recíproco pelo patrão, pois percebe-se na trama que, o seu pai biológico sempre foi e é ausente como tal.
- Hugo  (Márcio Ferreira)  - Tem 15 anos. É namorado de Carmo. Sempre com um apetite voraz em casa dos Figueiredo
- Manuel  (Pedro Granger)  - Tem 21 anos e, é namorado de Camila, acabando por se casar com esta. Estudou até ao 12.º ano e, tem como principal sonho dedicar-se à música. É natural de Trás-os-Montes e, vem para Lisboa tentar a sorte após a conclusão do secundário. Consegue um emprego como entregador de pizzas e, vive numa pensão barata. Conhece Camila ao entregar uma pizza na casa de Vasco. Tem constantes arrufos com Camila. Vasco Figueiredo, de início não simpatiza muito com ele, dado que ele, muitas vezes, tem como intuito que Camila abandone os estudos para compor as letras das suas músicas.
- Carolina (Soraia Robalo) - Tem 10 anos e é sobrinha de Vasco. Filha da sua irmã Isabel Figueiredo (conhecida por Becas (interpretada na série por Cláudia Cadima)). Vive com a mãe em Paris, onde esta é artista plástica. Vem para Portugal com a mãe quando esta adoece gravemente, a ponto de falecer. Vasco e Isabel já não tinham contacto há muito e, reencontram-se no momento final de Isabel que, pede ao irmão que acabe de criar e educar a filha, pois não tem mais ninguém, uma vez que o companheiro de Isabel a abandonou quando soube que esta estava grávida.
- Luísa  (Sofia Marques)  - Tem 32 anos e, é secretária de Vasco Figueiredo há cerca de 8 a 10 anos. Tem o 12.º ano, mais uma série de workshops de administração e línguas, o que faz com seja bastante competente. Tem uma certa atração pelo patrão.
- Cristina Prata (Sónia Brazão). Tem 28 anos e é noiva de Vasco, na 1.ª temporada. Recém-licenciada é gerente da cadeia de lojas de roupa da mãe. Conhece Vasco ao assinar com a empresa deste, um contrato de fornecimento de peças de roupa. Bastante arrogante e manipuladora, quer interferir na relação de Vasco com as filhas. Provém de uma família com títulos de nobreza. Por esta razão acha-se superior aos outros.
- Mafalda (Sofia Aparício). Tem 29 anos e é uma modelo que trabalha para a empresa de Vasco, fazendo desfiles e provas de roupa. Esta relação de negócios irá evoluir para algo mais no princípio da série.
- João (Pedro Górgia) - Tem 25 anos e é namorado de Camila na primeira série. É filho de um empresário português e, de uma diplomata suíça em missão em Portugal. Por esta razão, tem as duas nacionalidades, o que faz com que faça vida um pouco nos dois países. Apesar disto e, por ser de boas famílias, cai nas boas graças de Vasco, o que não é nada comum nos namorados das suas filhas. Quer dar a Camila o seu estilo de vida, algo para o qual esta não está preparada; o que irá dar um fim à relação.
- Nelson (Joaquim Guerreiro). Tem 35 anos e é o electricista de confiança de Vasco. Conhece Isabel quando foi a casa do patrão desta concertar uns fusíveis da instalação eléctrica deste após um curto-circuito. Após conhecer a governanta dos Figueiredo, apaixona-se por esta, embora esta lhe esteja sempre a dar negas. Tem o 6.º ano tal como Isabel e, também é mais um do interior a tentar a sorte em Lisboa. Irá tentar de tudo para conquistar Isabel, dê para onde der.
- Dinís (Rogério Samora) - Tem 40 anos e é amigo de Vasco Figueiredo, do qual foi colega na faculdade. Surge na primeira série É gerente bancário. Bastante pragmático, tem sempre algo resolutivo a dizer a Vasco quando este o procura para algum desabafo.

## Elenco
Elenco Principal
- Ana Afonso - Rosa
- Filipa Maló Franco - Clara (Clarinha) Figueiredo
- João Didelet - Joca
- Joaquim Guerreiro - Nelson
- Luís Esparteiro - Vasco Figueiredo
- Luzia Paramés - Dulce
- Madalena Brandão - Camila Figueiredo
- Márcio Ferreira - Hugo
- Pedro Granger - Manel
- Rodrigo Saraiva - Rui Ernesto Abreu
- Sandra Faleiro - Isabel Catarino
- Sofia Aparício - Mafalda
- Sofia Arruda - Carmo Figueiredo
- Sofia Marques - Luísa
- Sónia Brazão - Cristina Prata (1ª temporada)
- Soraia Robalo - Carolina
- Tiago Fernandes - Diogo
- Sandra Cóias - Gracinha

Participações especiais
- Adriana Barral
- Mafalda Drummond - Rosália
- Lourdes Lima - dona Ercília (ep.94 e 95)
- Alexandra Sedas - Natália (secretária de Cristina)
- Amadeu Caronho - Alberto Gomes
- Ana Bustorff - Tia Mariana
- Ana Nave - Sócia de Vasco (na recta final)
- Anna Ludmilla - Recepcionista do Ginásio
- António Montez - Bebé de Mendonça e Castro
- António Rocha - Pai de Manel
- Bernardo Mendonça - Primo Álvaro
- Carla Chambel - Mariana
- Carla Maciel - Cecília (Freira)
- Carlos Curto - Zé
- Carlos Santos - Pai de Sofia
- Carlos Quintas - Sérgio
- Carolina Sales - Joaninha
- Cláudia Cadima - Becas (mãe de Carolina)
- Cristina Oliveira - Conceição (São)
- Elsa Galvão - Mãe de Diogo
- Elsa Valentim - Paula
- Eurico Lopes - Fernando Oliveira
- Ery Costa - Segurança
- Francisco Mendes - Gabriel (marido de Olga)
- Florbela Oliveira
- Frederico Moreno - Fred
- Gonçalo Neto - Samuel (sobrinho de Filipe)
- Guida Maria - Katy Green
- Heitor Lourenço - Messias Augusto Sousa
- Joana Figueira - Mónica (professora de Clarinha)
- João Afonso - Nico
- Benjamim Falcão
- João Pedro Cary
- João Tiago Pimentel
- Joel Branco - Jorge
- José Pedro Vasconcelos - Frederico
- Jorge Andrade - Cajó
- Julie Sergeant - Sílvia
- Inês Castel-Branco - Olga (amiga de Camila)
- Luís Fortunato - Tibério (primo de Isabel)
- Luís Aleluia - Alberto (amigo de Vasco)
- Margarida Carpinteiro - Vizinha dos Figueiredo
- Maria Emília Correia - Cristina (mãe de Cristina Prata)
- Marques d'Arede - Mr. Green
- Marta Ganso - Xana
- Nuno Melo - Motorista / Padre ( casa Camila e Manel)
- Octávio de Matos - Sr. António
- Lourdes Norberto - Mãe de Filipe
- Mafalda Vilhena - Eduarda
- Manuela Carona - Delfina
- Mara Lúcia Galinha
- Márcio Ferreira - Hugo
- Maria Albergaria - Mariana Viegas
- Patrícia Bull - Vera
- Pedro Górgia - João (namorado de Camila)
- Pedro Oliveira
- Pêpê Rapazote - Professor de Camila
- Phillipe Leroux - Dr. Filipe Tojal (noivo de Isabel na recta final)
- Raquel Maria - Mãe de Sofia
- Rita Alagão - Dina
- Rita Lello - Mãe de Débora
- Rogério Samora - Dinis
- Rosa Villa - Mãe de Rui
- Sara Campina - Débora
- Sofia Nicholson - Mãe Joaninha
- Sílvia Rizzo
- Vera Alves - Sofia

## Episódios
- Temporada 01
  - 1.º - "Empregada: precisa-se"
  - 2.º - "Festas e Fitas"
  - 3.º - "Três... é demais?"
  - 4.º - "Traições e Mentiras"
  - 5.º - "Fim de Semana em Beleza"
  - 6.º - "Quem tem Filhas... põe-se a Milhas"
  - 7.º - "Quem Quer Casar Com a Minha Tia"
  - 8.º - "Actriz Sofre"
  - 9.º - (Sem título)
  - 10.º - "Crise, que Crise?"
  - 11.º - (Sem título)
  - 12.º - "Primeiro Beijo"
  - 13.º - "O Fugitivo"
  - 14.º - "O Sequestro"
  - 15.º - "Agonias e Afonias"
  - 16.º - "Secretária por um Dia"
  - 17.º - "Assuntos de Mulheres"
  - 18.º - (Sem título)
  - 19.º - "Mulheres" - Parte 1
  - 20.º - "Mulheres" - Parte 2
  - 21.º - "Filha Prodígia"
  - 22.º - "Menina do Papá"
  - 23.º - "Muitos Parabéns"
  - 24.º - "Os Contratos"
  - 25.º - "Fome e Fastio"
  - 26.º - "A Hora da Verdade" - Parte 1
  - 27.º - "A Hora da Verdade" - Parte 2
  - 28.º - "Um Pequeno Problema"
  - 29.º - "Uma Noite Muito Especial"
  - 30.º - "Quando o Ciúme Paira no Ar..."
  - 31.º - "Ataques de Romantismo"
  - 32.º - "Os Desamores de Joca"
  - 33.º - (Sem título)
  - 34.º - (Sem título)
  - 35.º - "Vasco, O Doméstico"
  - 36.º - "Super... Cupido?"
  - 37.º - "A Vida é Feita de Coincidências"
  - 38.º - "Mudança Radical" - Parte 1
  - 39.º - "Mudança Radical" - Parte 2
  - 40.º - "Três tristes filhas"
  - 41.º - "Mariana"
  - 42.º - "Dia da Mãe"
  - 43.º - "A Intrusa"
  - 44.º - "O Rapto das Meninas"
  - 45.º - "As Voltas que a Vida dá"
  - 46.º - "Uma Noite Explosiva"
  - 47.º - "Um Problema Bicudo"
  - 48.º - "Não Separem os Pombinhos"
  - 49.º - "Indecisões"
  - 50.º - "A Senhora da Casa"
  - 51.º - "Adeus Isabel" - Parte 1
  - 52.º - "Adeus Isabel" - Parte 2
  - 53.º - "A Festa de Pijama"
  - 54.º - "Uma desgraça nunca vem só"
  - 55.º - "Alta Tensão"
  - 56.º - "Um brinquedo novo"
  - 57.º - "O Baptismo"
  - 58.º - "A Operação"
  - 59.º - "Um Pequeno Mal Entendido"
  - 60.º - "Vida nova, Casa nova"
  - 61.º - "Tristezas não pagam dívidas"
  - 62.º - "A Golpada"
  - 63.º - "A Madame Figueiredo"
  - 64.º - "O Tesouro"
  - 65.º - "Duelo de Irmãs"
  - 66.º - "Grandes confusões"
  - 67.º - "Vasco, o motoqueiro"
  - 68.º - "Dia do Super Pai"
  - 69.º - "Mulheres despeitadas"
  - 70.º - "Bombeiro precisa-se"
  - 71.º - "Rainhas de Beleza"
  - 72.º - "O Dia do Amigo"
  - 73.º - "A Doença de Camila"
  - 74.º - "A Vida é uma Incógnita"
- Temporada 02
  - 1.º - "Amnésia"
  - 2.º - "Vasco, o Alcoviteiro"
  - 3.º - "Encontro Fatal"
  - 4.º - "Negócio da China"
  - 5.º - "Sofia"
  - 6.º - "Boa onda"
  - 7.º - "A Idade não Perdoa"
  - 8.º - "Segredos e Confusões"
  - 9.º - "Apanhados"
  - 10.º - "Caixinha de Música"
  - 11.º - "Ratazanas e Tartarugas"
  - 12.º - "O Campeonato"
  - 13.º - "A Primeira Vez"
  - 14.º - "Moda, a Quanto Obrigas"
  - 15.º - "A Herança"
  - 16.º - "A Decisão de Isabel"
  - 17.º - "Por uma Boa Causa"
  - 18.º - "Campistas em Apuros"
  - 19.º - "O Arrufo dos Pombinhos"
  - 20.º - "Férias de Natal"
  - 21.º - "Um Natal em Grande"
  - 22.º - "Ano Novo, Novos Planos"
  - 23.º - "Um Regresso Misterioso"
  - 24.º - "A Doença de Carmo"
  - 25.º - "Terrível Expectativa"
  - 26.º - "Terrível Revelação"
  - 27.º - "Saída Airosa"
  - 28.º - "Quem Diz a Verdade Não Merece Castigo"
  - 29.º - "Novo Boicote"
  - 30.º - "Pombinhos Deprimidos"
  - 31.º - "Raios e Coriscos"
  - 32.º - "Cantor"
  - 33.º - "Não há Fome que não dê em Fartura"
  - 34.º - "Decisões... Indecisões"
  - 35.º - "A Tia Nova"
  - 36.º - "Carolina"
  - 37.º - "Uma Nova Irmã"
  - 38.º - "O Rapto"
  - 39.º - "A Raptora"
  - 40.º - "Um Problema de Espaço"
  - 41.º - "Prendas e mais Prendas"
  - 42.º - "Reuniões de Pais"
  - 43.º - "Devemos Ouvir a Opinião dos Outros"
  - 44.º - "O Patinho Feio"
  - 45.º - "Casa Roubada, Trancas à Porta"
  - 46.º - "A Verdade Sempre Vem ao de Cima"
  - 47.º - "Procura-se uma Namorada"
  - 48.º - "Estudo... a Quanto Obrigas!..."
  - 49.º - "Bruxas e Confusões"
  - 50.º - "Amor sem Dinheiro, não é bom Companheiro"
  - 51.º - "Vira o Disco e Toca o Mesmo"
  - 52.º - "Quem Protege Acaba Desprotegido"
  - 53.º - "O Amor é Fogo que Arde sem se Ver"
  - 54.º - "Filhos Criados, Trabalhos Redobrados"
  - 55.º - "Amigo Reconciliado, Inimigo Redobrado"
  - 56.º - "Casamento, Desentendimentos"
  - 57.º - "Boleia para o Casamento"
  - 58.º - "Primeiro Amor, Primeira Dor"
  - 59.º - "Doenças de Amor"
  - 60.º - "Cada um por Si, Isabel por Todos"
  - 61.º - "Quem Mente, Cai-lhe um Dente"
  - 62.º - "Páscoa, a Quanto Obrigas"
  - 63.º - "À casa do Pai, Não Vais sem ser Convidado"
  - 64.º - "Falso Alarme"
  - 65.º - "A Verdadeira Amizade Dura Uma Eternidade" - parte 1
  - 66.º - "A Verdadeira Amizade Dura Uma Eternidade" - parte 2
  - 67.º - "Um Mal Nunca Vem Só"
  - 68.º - "Uma Luz ao Fundo do Túnel"
  - 69.º - "Quem Procura, Sempre Encontra"
  - 70.º - "Expectativa Adiada"
  - 71.º - "Bom Filho à Casa Torna"
  - 72.º - "Uma Luz na Escuridão"
  - 73.º - "Uma Confusão Nunca Vem Só"
  - 74.º - "Super Pai Coruja"
  - 75.º - "Amigo da Onça"
  - 76.º - "Mente Sã em Corpo São"
  - 77.º - "Um Passo em Frente... Dois Atrás"
  - 78.º - "Amor em Tempo de Guerra"
  - 79.º - "Um Aniversário Amargo"
  - 80.º - "O Refúgio de Camila"
  - 81.º - "Decisões Difíceis"
  - 82.º - "Eu Tenho Dois Amores"
  - 83.º - "Final... Feliz?"
  - 84.º - "Segredos Desvendados"
  - 85.º - "A Indesejada"
  - 86.º - "Super-Heróis"
  - 87.º - "O Mistério de Isabel"
  - 88.º - "Trabalho é Trabalho, Conhaque é Conhaque"
  - 89.º - "Sinistro Mistério"
  - 90.º - "Sim ou Não?"
  - 91.º - "A Revelação"
  - 92.º - "Bela e...Radiosa?"
  - 93.º - "Amor de Perdição"
  - 94.º - "Novas Conquistas"
  - 95.º - "Novos Confrontos"
  - 96.º - "Ninguém Escapa ao seu Destino"
  - 97.º - "Amarga Confirmação"
  - 98.º - "Grandes Decisões"
  - 99.º - "A Hora da Verdade"
  - 100º- "...e Viveram Felizes para Sempre!"